# Funeral for a Fiend
"Funeral for a Fiend" (em português "Funeral a um amigo") é o oitavo episódio da 19ª Temporada de Os Simpsons. Ele foi exibido originalmente nos Estados Unidos no dia 25 de Novembro de 2007 no canal da FOX. Nesse episódio, Sideshow Bob tenta de novo matar os Simpsons, mas acaba preso, como sempre. Em seu julgamento, Bart acidentalmente o mata, quando "joga o seu remédio pela janela". Todos começam a culpar Bart pela sua atitude, exceto Lisa, que percebe algo estranho nisso. Esse episódio teve aproximadamente 9,03 milhões de telespectadores. O Episódio foi dirigido por Rob Oliver. Nesse episódio, Cecil Terwilliger faz sua segunda e última aparição no seriado.

## Sinopse
Homer e Bart estão comprando bateria, quando na caixa, o atendente diz que ele e Bart podem levar um "TiVo" de graça se for pago 200 dólares. Homer leva o TiVo e logo Lisa o instala na televisão dos Simpsons. Marge logo tem uma "intimidade" com o TiVo, porque agora o TiVo salta toda a publicidade de qualquer programa da TV. Entretanto, ela tem um pesadelo em que Keith Olbermann aparecia e lhe pedia para ver os anúncios, pois sem o dinheiro dos mesmos a aparência dele seria de "um monstro de pesadelo de criança". Marge então decide assistir a todos os comerciais, e em um deles, ela vê o de um restaurante cujas comidas os Simpsons gostam. Quando os Simpsons vão visitar o restaurante, eles descobrem que era tudo uma armação de Sideshow Bob para tentar matá-los novamente.
Bob diz que eles morreriam por um "acidente" causado por um computador super-aquecido que ativaria um monte de dinamite. Entretanto, a Lisa engana-o, corrigindo uma sua citação de Shakespeare, enquanto ele vai consultar a Wikipédia e o computador explode nele, ainda sem o matar. No julgamento de Bob, ele se faz de inocente, mas Bart continua a acusá-lo. O pai de Bob alega que Bob era normal antes de ele conhecer Bart Simpson. "Incomodado" com as acusações constantes de Bart, Bob pega na sua nitroglicerina, o que deixa todos em pânico. Bart rouba a nitroglicerina e a joga pela janela. Bob logo desmaia e morre, porque nitroglicerina era o remédio de Bob. O Dr. Hibbert alega que Bob está morto, e que Bart o matou. Todos ficam furiosos com Bart, que mesmo tendo sido acusado de matar Bob, ainda acha que Bob era um mentiroso. No velório de Bob, Bart foge da igreja, porque todos o acusavam.
Após uma conversa com Cecil, o irmão de Bob, Bart decide falar com Bob pela última vez. Lisa logo nota que tem algo de errado com a morte de Bob, e tenta "salvar" Bart. Ela explica que, possivelmente, o seu pai ter-lhe-ia injectado uma droga que simularia a sua morte. Na funerária, Bart fala com Bob, que sai do caixão, vivo, e o coloca em seu lugar, para ser queimado. Depois, o resto da família de Bob aparece e confessa que foi tudo mais um plano para matar Bart; mas os Simpsons logo aparecem e salvam Bart. A polícia prende a família de Bob. Então, a Lisa explica que estranhou tudo quando reparou que havia, no caixão, espaço adicional para os pés. Na cadeia, Bob tem uma alucinação em que ele mata Bart.

## Recepção
O episódio teve aproximadamente 9,03 milhões de telespectadores. Quando o episódio foi exibido novamente, o número de telespectadores caiu para 8,55 milhões, enquanto Family Guy teve 9,60 milhões de telespectadores. "Os Simpsons" ficou em quarto lugar nos programas de exibição às oito da noite.